# Ingri Frendelius
Ingri Frendelius, född Bjurquist 1913 i Borås, död 1989, var en svensk målare och tecknare
Frendelius var dotter till disponenten Svante Bjurquist och Wally Hennig och från 1937 gift med civilingenjör Ewert Frendelius. Hon studerade konst vid Konstgillets målarskola i Borås, Hovedskous målarskola i Göteborg, Académie Libre i Stockholm och vid Gerlesborgsskolan samt vid Académie de la Grande Chaumière i Paris. Separat ställde hon ut i bland annat i Stockholm, Göteborg, Paris, Falkenberg, Varberg och Halmstad samt medverkade i ett stort antal samlingsutställningar i Sverige och utlandet. Bland hennes offentlig arbeten märks glasfönstret för reningsverk vid Lindshammars glasbruk. Hennes konst består av föreställande konst med havsmotiv, insjöar och landskapsbilder med vattenspeglar i olja eller akvarell. Frendelius är representerad vid Borås konstmuseum, Statens konstråd, Folkets Hus riksförbund, Medborgarskolan i Uppsala, Älvsborgs läns landsting, Hallands läns landsting, Borås kommun, Varberg kommun och Falkenberg kommun.